# Maike Isermann
Maike Isermann (* 1963) ist eine deutsche Biologin und Vegetationskundlerin. Sie lehrt als Privatdozentin an der Universität Bremen.

## Leben
Von 1985 bis 1992 studierte Maike Isermann Biologie an der Ruhr-Universität Bochum und der Universität Bremen, welches sie 1992 in Bremen mit Vergleichenden Untersuchungen zur Dünenvegetation auf Spiekeroog mit dem Diplom schloss. Bis 1997 folgte ein Promotionsstudium an der Ernst-Moritz-Arndt-Universität Greifswald mit einer Arbeit zu Vegetations- und standortskundliche Untersuchungen in Küstendünen Vorpommerns. Seit 1998 ist sie Wissenschaftlerin und Lehrbeauftragte im Fachbereich Biologie der Universität Bremen. Sie war Lehrbeauftragte am Internationalen Studiengang Angewandte und Industrielle Biologie der Hochschule Bremen.  2010 folgte ein DFG Auslandsforschungsstipendium an der Liverpool Hope University. Im selben Jahr habilitierte sie sich im Fachgebiet Ökologie an der Universität Bremen („Phytodiversity in relation to scale“), wo sie seitdem als Privatdozentin zu landschafts- und vegetationsökologischen Themen lehrt. 2008 bis 2011 war sie Nachwuchsforschungsgruppenleiterin an der Universität Bremen. 
Isermann hatte zudem im Jahr 2013 eine Gastprofessur an der Universität Shangdong in China inne.
Sie wirkte als Organisatorin zahlreicher Tagungen im In- und Ausland und ist Gutachterin für zahlreiche Fachzeitschriften.

## Schwerpunkte
Isermann arbeitet zu den Themen Biologische Invasionen, Auswirkungen auf Biodiversität und Ökosysteme. Sie arbeitet zur Bewertung und Risikoabschätzung Raum-zeitliche Veränderung von Standorten. Sie untersucht Vegetation und Diversität insbesondere in Beziehung zu Landnutzungsveränderungen. Autökologische Aspekte der Pflanzenausbreitung und -etablierung insbesondere von Neophyten bilden ein weiteres Forschungsfeld ihrer Tätigkeit.
Sie arbeitet zur Populationsökologie seltener Pflanzenarten und Möglichkeiten der Verbesserung der Habitatquantität und -qualität
Auswirkungen von Renaturierungs- und Managementmaßnahmen auf die Habitatqualität. Vegetationskundliche Datenbanken und ökosystembezogene Vegetationskunde
Sie hat Untersuchungen zur Ökologie des besiedelten Raumes und der Stadtökologie durchgeführt. Dazu kommt die Biodiversität indigener als auch Vorkommen adventiver Sippen.
Im Rahmen des NeoFlora-Projektes (zu Neobiota) des Bundesamtes für Naturschutz ist Issermann für die Küstenflora zuständig und arbeitet am entsprechenden Handbuch mit.

## Publikationen (Auswahl)
- mit H. Kuhbier: Wacholder auf den Ostfriesischen Inseln. In: Drosera. 1–2, 2004, S. 31–36.
- Soil pH and species diversity in coastal dunes. In: Plant Ecology. 178, 2005, S. 111–120.
- Impact of Rosa rugosa on dune ecosystems at the German North Sea coast in comparison with Hippophae rhamnoides. In: I. Weidema, H. P. Ravn, P. Vestergaard (Hrsg.): Rynket rose (Rosa rugosa) i Danmark. Biologisk Institut, Kobenhavns Universitet, Forskningscenter for Skov- og Landskab samt Skov- og Naturstyrelsen, Kobenhavn 2007, S. 24–29.
- mit M. Diekmann und A. Kühne: Random vs non-random sampling: effects on species abundance, species richness and vegetation-environment relationships. In: Folia Geobotanica. 42, 2007, S. 179–190.
- Effects of Rosa rugosa invasion in different coastal dune vegetation types. In: B. Tokarska-Guzik, J-H. Brock, G. Brundu, L. Child, C. C. Daehler, P.  Pyšek (Hrsg.): Plant Invasions: Human perception, ecological impacts and management. Backhuys Publishers, Leiden 2008, S. 289–306.
- (Sand dune inventory of) Germany. In: J. P. Doody (Hrsg.): Sand dune inventory of Europe. 2. Auflage. Brampton, UK 2008, S. 40–48.
- mit J. Kollmann und K. Brink-Jensen: Invasive Pflanzenarten als Indizien des Klimawandels? Die Situation in Norddeutschland und Dänemark. In: Berichte der Reinhold-Tüxen-Gesellschaft. 22, 2010, S. 81–95.
- Pattern in species diversity during succession of coastal dunes. In: Journal of Coastal Research. 27, 2011, S. 661–671.
- mit J. Thiele, J. Kollmann und A. Otte: Impact scores of invasive plants are biased by disregard of environmental co-variation and non-linearity. In: NeoBiota. 10, 2011, S. 65–79.
- mit P. Rooney: Biological flora of the British Isles: Eryngium maritimum L. In: Journal of Ecology. 102, 2014, S. 789–821.